# Ngaio Marshová
Ngaio Marshová (23. dubna 1895, Christchurch – 18. února 1982, Christchurch) byla novozélandská divadelní režisérka a spisovatelka známá především svými detektivními romány.

## Život
Ngaio Marshová studovala v rodném Christchurchi na St Margaret's College a poté malířství na Canterbury College. Následně se stala herečkou u společnosti Allana Wilkieho, se kterou projezdila Nový Zéland. Od roku 1928 žila střídavě ve Spojeném království a na Novém Zélandu. Působila jako spisovatelka a divadelní režisérka, úspěšné byly její adaptace Shakespearových her.

## Dílo
Mezinárodní proslulost získala díky 32 detektivním románům, které vydávala od roku 1934 až do své smrti. Spolu s Dorothy L. Sayersovou, Margery Allinghamovou a Agathou Christie bývá označována jako jedna ze čtyř původních Queens of Crime (královny detektivek), britských autorek, které dominovaly tomuto žánru ve zlatém věku 20. a 30. let.
Ve všech románech vystupuje policejní detektiv Alleyn, jehož manželkou je malířka Troy. Detektiv CID Roderick Alleyn si vezme malířku Agathu Troy, s níž se setkává během vyšetřování (v Artists in Crime, česky Mistři zločinu, Brána, 2000, ISBN 80-7243-075-0). V několika románech autorka využila své znalosti divadelního prostředí, také v rozhovorech postav jsou časté odkazy na Shakespeara.
Většina příběhů se odehrává v Anglii, čtyři z nich na Novém Zélandu.

### Detektivní romány
- –a ležel tam mrtvý muž (A Man Lay Dead, 1934)
- Vejde vrah (Enter a Murderer, 1935)
- Vražda v sanatoriu (The Nursing Home Murder, 1935)
- Smrt v extázi (Death in Ecstasy, 1936)
- Vražda s přípitkem (Vintage Murder, 1937)
- Mistři zločinu (Artists in Crime,1938)
- Vražda po plese (Death in a White Tie, 1938)
- Předehra ke smrti (Overture to Death, 1939)
- Smrtící šipka (Death at the Bar, 1940)
- Surfeit of Lampreys (1941), v USA jako Death of a Peer
- Smrt a tančící sluha (Death and the Dancing Footman, 1942)
- Osudná vada (Colour Scheme, 1943)
- Smrt na ovčí farmě (Died in the Wool, 1945)
- Poslední opona (Final Curtain, 1947)
- Swing Brother Swing (1949), v USA jako A Wreath for Rivera
- Vražda o premiéře (Opening Night, 1951, v USA jako Night at the Vulcan)
- Spinsters in Jeopardy (1954, v USA jako The Bride of Death -1955)
- Nečekaný důkaz (Scales of Justice, 1955)
- Smrt za zimního slunovratu (Off With His Head, 1957, v USA jako Death of a Fool)
- Zpěv v ráhnoví (Singing in the Shrouds, 1959)
- Zrádná vůně (False Scent, 1960)
- Vražda v kožených rukavicích (Hand in Glove, 1962)
- Mrtvá voda (Dead Water, 1964)
- Smrt v Delfínu (Death at the Dolphin, 1967, v USA jako Killer Dolphin)
- Příliš mnoho konstáblů (Clutch of Constables, 1968)
- Tenkrát v Římě (When in Rome, 1970)
- Tied Up in Tinsel (1972)
- Nedokončený portrét (Black As He's Painted, 1974)
- Last Ditch (1977)
- Vážná chyba (Grave Mistake, 1978)
- Smrť s fotografiou (Photo Finish, 1980)
- Vražda za scénou (Light Thickens, 1982)